# 浅倉亜季
浅倉 亜季（あさくら あき、本名：大倉 亜季、1968年7月3日 - ）は、東京都出身の元アイドル歌手、元タレント。

## 来歴
身長は156cm（1987年当時）。姉が一人いる。小学5年生から中学3年生まで器械体操をやっていた。
1986年3月に開催された、当時漫画とテレビアニメで大人気の『タッチ』のヒロイン・浅倉南のイメージガールを選ぶ「ミス南ちゃんコンテスト」で1万5千230名の中から優勝して芸能界入り。芸名も原作者のあだち充が名付け親となりこれに由来してつけられた。
同年5月にテレビアニメ『タッチ』の挿入歌で、ローソンのCMソングでもある「南の風・夏少女」で歌手デビュー。その後も、同じあだち充原作のテレビアニメ『陽あたり良好!』の主題歌などを歌った。
女優としても、フジテレビの月曜ドラマランド『ナイン』『タッチ』や、ミュージカル『タッチ』のヒロイン役など、あだち充に関連する作品で演じる事が多かった。

## 音楽作品

### シングル
| 枚                   | 発売日               | タイトル                                                                   | c/w                                                                            | 形態                 | 規格品番             | オリコン最高位       |
| キャニオン・レコード | キャニオン・レコード | キャニオン・レコード                                                       | キャニオン・レコード                                                           | キャニオン・レコード | キャニオン・レコード | キャニオン・レコード |
| -------------------- | -------------------- | -------------------------------------------------------------------------- | ------------------------------------------------------------------------------ | -------------------- | -------------------- | -------------------- |
| 1st                  | 1986年5月21日        | 南の風・夏少女 作詞：売野雅勇 作曲：芹澤廣明 編曲：Light House Project     | 雨の中のワンボーイ 作詞：売野雅勇 作曲：芹澤廣明 編曲：Light House Project     | EP                   | 7A-0581              | 33位                 |
| 2nd                  | 1986年9月21日        | オータム・リップス 作詞：売野雅勇 作曲：芹澤廣明 編曲：Light House Project | 秋のリーグが終わったら 作詞：吉元由美 作曲：芹澤廣明 編曲：Light House Project | EP                   | 7A-0630              | 87位                 |
| 3rd                  | 1987年1月21日        | 内気なボーダーライン 作詞：麻生圭子 作曲：梅垣達志 編曲：梅垣達志          | ビードロ恋唄 作詞：麻生圭子 作曲：奥慶一 編曲：梅垣達志                        | EP                   | 7A-0675              | 84位                 |
| 4th                  | 1987年4月21日        | 陽あたり良好 作詞：売野雅勇 作曲：芹澤廣明 編曲：芹澤廣明                  | 青い雨音 作詞：売野雅勇 作曲：芹澤廣明 編曲：芹澤廣明                          | EP                   | 7A-0713              | 62位                 |
| 5th                  | 1987年7月21日        | 感傷ヴァケーション 作詞：吉元由美 作曲：NOBODY 編曲：清水信之              | 素敵なボーイハント 作詞：吉元由美 作曲：NOBODY 編曲：清水信之                  | EP                   | 7A-0748              | 圏外                 |
| ポニーキャニオン     |                      |                                                                            |                                                                                |                      |                      |                      |
| 6th                  | 1988年4月21日        | Double Meaning 作詞：吉元由美 作曲：芹澤廣明 編曲：矢島賢                  | 抱きしめて Heaven 作詞：吉元由美 作曲：芹澤廣明 編曲：矢島賢                   | EP                   | 7A-0842              | 圏外                 |
| 6th                  | 1988年4月21日        | Double Meaning 作詞：吉元由美 作曲：芹澤廣明 編曲：矢島賢                  | 抱きしめて Heaven 作詞：吉元由美 作曲：芹澤廣明 編曲：矢島賢                   | 8cmCD                | S10A-0021            | 圏外                 |

### アルバム

#### ベストアルバム
| 枚               | 発売日           | タイトル                     | 規格             | 規格品番         | オリコン最高位   |
| ポニーキャニオン | ポニーキャニオン | ポニーキャニオン             | ポニーキャニオン | ポニーキャニオン | ポニーキャニオン |
| ---------------- | ---------------- | ---------------------------- | ---------------- | ---------------- | ---------------- |
| 1st              | 2002年7月17日    | Myこれ!クション 浅倉亜季BEST | CD               | PCCA-1725        | 圏外             |

### タイアップ曲
| 楽曲                 | タイアップ                                                        | 収録作品                         |
| -------------------- | ----------------------------------------------------------------- | -------------------------------- |
| 南の風・夏少女       | フジテレビ系放映アニメーション『タッチ』挿入歌                    | シングル「南の風・夏少女」       |
| 南の風・夏少女       | ローソンソーダファウンテン CMイメージソング                       | シングル「南の風・夏少女」       |
| 雨の中のワンボーイ   | フジテレビ系放映アニメーション『タッチ』挿入歌                    | シングル「南の風・夏少女」       |
| オータム・リップス   | ローソンCMイメージソング                                          | シングル「オータム・リップス」   |
| 内気なボーダーライン | ローソンCMイメージソング                                          | シングル「内気なボーダーライン」 |
| 内気なボーダーライン | フジテレビ系月曜ドラマランド『ナイン』挿入歌                      | シングル「内気なボーダーライン」 |
| 陽あたり良好         | フジテレビ系放映アニメーション『陽あたり良好!』オープニングテーマ | シングル「陽あたり良好」         |
| 感傷ヴァケーション   | ローソン”ソーダ・ファウンテン”CMイメージソング                    | シングル「感傷ヴァケーション」   |
| Double Meaning       | ミュージカル『タッチ』より                                        | シングル「Double Meaning」       |
| 抱きしめて Heaven    | ミュージカル『タッチ』より                                        | シングル「Double Meaning」       |

## 出演

### ドラマ
- 月曜ドラマランド「ナイン」（1987年1月5日、フジテレビ）
- 月曜ドラマランド「タッチ」（1987年6月1日、フジテレビ）

### バラエティ
- パオパオチャンネル（テレビ朝日系）

### ラジオ
- 亜季の青春にタッチ（ABCラジオ、1986年10月〜1988年9月）

### 舞台
- ミュージカルタッチ（中野サンプラザ、1988年5月）[4]

### CM
- ローソン